# Японская пролетарская партия
Нихон Мусанто (яп. 日本無産党 Nihon Musantō), Японская пролетарская партия — недолговечная легально существовавшая политическая партия левого толка в начале периода Сёва в Японии.
Нихон Мусанто была основана в феврале-марте 1937 года как политическое крыло профсоюзного движения. Её инициаторами были бывший основатель Рабоче-крестьянской партии (Родо Номинто) Судзуки Мосабуро (1893—1970) и председатель левой профсоюзной федерации (Дзенкоку Хёгикай) Като Кандзю (1892—1978).
Председатель партии Като Кандзю был избран депутатом от левых рабочих организаций на всеобщих выборах 1937 года, но партии не удалось мобилизировать население против растущих инфляции и сил милитаризма (одной из своих задач партия провозглашала создание в Японии народного фронта борьбы против фашизма и войны).
15 декабря 1937 года Като Кандзю и другие члены партии оказались в числе 400 арестованных в результате «инцидента Народного фронта» (Ямакава Хитоси, Арахата Кансон, Минобэ Рёкити), a 23 декабря Нихон Мусанто и Дзенкоку Хёгикай были запрещены. В официальном сообщении по этому поводу указывалось, что Японская пролетарская партия занималась распространением «антивоенных идей» по заданию Коминтерна, её конечной целью было «изменение государственного строя Японии посредством коммунистической революции», а арестованные «проводили активную деятельность на основе линии коминтернского народного фронта».